# Вечеринка в Хэллоуин
«Вечеринка в Хэллоуин» — детективный роман Агаты Кристи, написанный в 1968 году. Впервые опубликован в Великобритании в журнале «Collins Crime Club» в ноябре 1969 года. Первое издание стоило двадцать пять шиллингов.
Отличительной чертой романа стало нечастое сотрудничество Эркюля Пуаро и писательницы Ариадны Оливер
Книга посвящена П. Г. Вудхаузу.
На русском языке издавался также под названием «В канун всех святых».

## Сюжет
История начинается в «Яблочных древах», доме Роуэны Дрейк, где Ариадна Оливер и остальные готовятся к хэллоуинской вечеринке для детей. Пока идёт подготовка, 13-летняя Джойс Рейнолдс заявляет, что видела убийство. Все, включая миссис Оливер, считают, что она выдумывает.
Миссис Гудбади играет роль ведьмы, и девушки могут заглянуть в её зеркало, чтобы узнать, как будут выглядеть их будущие мужья (изображение будущего мужа отобразится в зеркале). Присутствующие ужинают, подарки вручены, и вечеринка заканчивается после увлекательной традиционной игры «Львиный зев» (в ходе которой все должны быстро вытаскивать изюминки из подожжённого бренди).
На следующий день миссис Оливер отправляется в Лондон к Эркюлю Пуаро. Она рассказывает ему, что после «Львиного зева» Джойс пропала и позже была найдена мёртвой в тазу с водой и яблоками. Миссис Оливер повторяет Пуаро фразу Джойс, сказанную незадолго до смерти.
Пуаро отправляется в «Яблочные древа», чтобы опросить Роуэну Дрейк. Роуэна не поверила Джойс, считая, что это была всего лишь попытка впечатлить миссис Оливер. Следующими Пуаро опросил Рейнолдсов. Миссис Рейнолдс не могла точно сказать, говорила ли когда-либо Джойс о убийстве. Леопольд, младший брат Джойс, не верит, что она видела убийство, но он слышал, что она рассказывала об этом всем. Энн, старшая сестра Джойс, также не поверила ей, более того, она заявила, что Джойс — врунья и обманщица.
Пуаро просит своего старого друга, бывшего суперинтенданта Спенса, дать ему список убийств, которые случились несколько лет назад и свидетельницей которых могла стать Джойс. Спенс называет самое вероятное: миссис Ллевеллин-Смит, тётя последнего мужа мисс Роуэны Дрейк, вероятно, скончавшаяся от сердечного приступа. Её смерть подозрительна из-за того, что дополнение к её завещанию было обнаружено впоследствии. Власти верят, что оно было фальшивкой, сделанной au pair, девушкой по имени Ольга Семёнова, исчезнувшей после того, как подделка была найдена.
Остальные убитые — Шарлотта Бенфилд, 60-летняя совладелица местного магазина, которую нашли мёртвой c многочисленными травмами головы, и Лесли Феррир, клерк адвоката Джереми Фуллертона, которого нашли с ножом в спине — были отвергнуты как кандидаты. Третьей жертвой, задушенной школьной учительницей Джанет Уайт, Пуаро заинтересовался, так как удушение могло не сразу показаться убийством.

## Действующие лица
- Эркюль Пуаро — бельгийский детектив.
- Ариадна Оливер — детективная писательница.
- Джордж — слуга Пуаро.
- Инспектор Тимоти Рэглэн — инспектор полиции.
- бывший суперинтендант Спенс — офицер полиции в отставке.
- Элспет МакКей — сестра бывшего суперинтенданта Спенса.
- Альфред Ричмонд — главный констебль.
- Джойс Рейнолдс — 13-летняя девочка, заявившая, что видела убийство.
- Леопольд Рейнолдс — младший брат Джойс.
- Энн Рейнолдс — старшая сестра Джойс.
- Миссис Рейнолдс — мать Энн, Джойс и Леопольда.
- Роуэна Дрэйк — владелица дома, в котором проходила Хэллоуинская вечеринка.
- Джудит Батлер — молодая вдова и подруга миссис Оливер.
- Миранда Батлер — дочь Джудит.
- Майкл Гарфилд — садовник миссис Дрэйк.
- Элизабет Уиттакер — учительница математики в школе Элмс.
- Мисс Эмлин — директрисса школы Элмс.
- Миссис Гудбади — женщина, всегда игравшая роль ведьмы на вечеринке.
- Доктор Фергюсон — врач и полицейский хирург.
- Джереми Фуллертон — адвокат мисс Ллевеллин-Смит, тёти последнего мужа мисс Дрэйк.
- Лэсли Феррир — клерк мистера Фуллертона.
- Гариетта Лимэн — бывшая домработница мисс Ллевеллин-Смит.

## Экранизации
- 2010 — «Вечеринка в Хэллоуин», 64-й эпизод сериала «Пуаро Агаты Кристи». В главной роли — Дэвид Суше.
- 2023 — «Призраки в Венеции». В главной роли — Кеннет Брана.